# Komoda

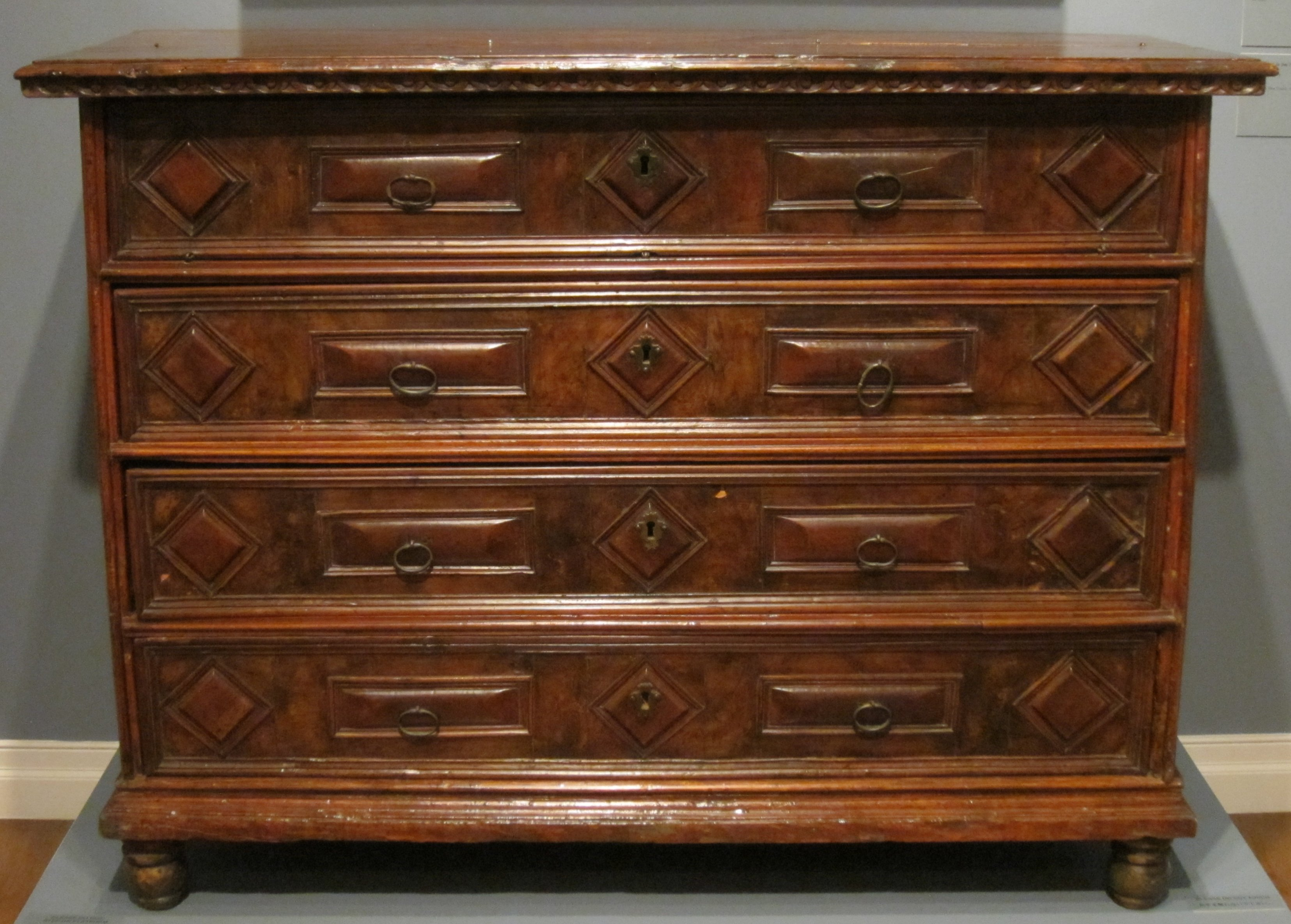
XVI-wieczna włoska komoda z drewna orzechowego z szufladami

Komoda – mebel skrzyniowy ustawiony na nogach, z szufladami do przechowywania bielizny stołowej, pościelowej, odzieży i drobiazgów.

## Występowanie i charakterystyka
Komoda wykształciła się w drugiej połowie XVII wieku we Francji ze skrzyni, przez umieszczenie w korpusie szeregu szuflad. Za jej twórcę uważa się Charlesa Boulle, nadwornego ebenistę Ludwika XIV. Nazwa komoda zaczęła funkcjonować we Francji od 1708 roku, kiedy Boulle wykonał parę giętych komód dla króla.
W XVIII wieku komoda rozpowszechniła się w całej Francji (meble z tego okresu określano później stylem Ludwika XIV) i innych krajach Europy. W Polsce pojawiła się także w XVIII wieku, określana staropolską nazwą praska, ze względu na to, że przechowywano w niej wyprasowaną bieliznę.
Komody z początku XVIII wieku najczęściej miały wybrzuszone, fronty i boki, posiadały wygięte nóżki, były bogato zdobione. Blaty wykonane były z kamienia. Określane były terminem bombe. Z biegiem czasu komoda zmieniała swój kształt, dostosowując się do stylu w sztuce danego okresu. Stopniowo pojawiały się komody z prostymi ściankami bocznymi i falistym frontem w płaszczyźnie poziomej, na niskich nóżkach, kulistych lub konsolowych, z blatem drewnianym. Później stawały się smukłe, z wygiętymi w kształcie wydłużonej litery S i zwężającymi się ku dołowi kabriolowymi nogami, a na przełomie XVIII i XIX wieku zaczęły przybierać kształt prostopadłościanu.

Również zdobnictwo komód zmieniało się z czasem. Zdobiono je fornirowaniem, intarsjowaniem, snycerką, wykańczano politurowaniem, malowaniem, pozłacaniem, laką, ozdobnymi okuciami i kluczynami. Na meblach występowały aplikacje z mosiądzu, złoconego brązu.
Meble produkowano z różnych gatunków drewna – mahoniu, orzecha, dębu, kolorowego drewna drzew owocowych, topoli, palisandru, kasztanowca, jesionu. Z czasem coraz częściej stosowano drewno sosny, które było okleinowane innymi gatunkami.
Początkowo komoda stanowiła wyposażenie sypialni, w drugiej połowie XVIII wieku zaczęła być stosowana także w salonie lub gabinecie jako mebel reprezentacyjny. Ustawiano na niej zegary, porcelanowe wazy, świeczniki, różnego rodzaju rzeźby z brązu lub marmuru. Często wieszano nad nimi lustra lub obrazy.
W XIX wieku stała się meblem powszechnego użytku i zaczęto przechowywać w niej bieliznę, odzież i inne drobiazgi, znów stała się meblem przeznaczonym głównie do sypialni.

## Odmiany komód w XVIII i XIX wieku
W XVIII i XIX wieku komoda występowała w licznych odmianach. W zależności od wielkości, kształtu przedniej ścianki i liczby szuflad otrzymywała różne nazwy:
- commode en tombeau – duża komoda w kształcie sarkofagu, zdobiona markieterią, popularna we Francji w okresie panowania Ludwika XIV[8]. Zaprojektował ją Charles André Boulle na przełomie XVII i XVIII wieku. Komoda ta była dwuszufladowa, z wybrzuszonym korpusem. Wspierała się w każdym z naroży na parze nóg. Zewnętrzne miały postać esownicy, która przechodziła u góry w uskrzydloną postać kobiecą. Wewnętrzne w kształcie litery Czakończone były u dołu kostką i spiralnymi stożkami. Z wierzchu przykryta była blatem kamiennym o profilowanym obrzeżu. Dekorację stanowiły okucia odlewane z brązu lub mosiądzu[9].
Od lat 40. XVIII wieku nazwą tą określano też komody o wybrzuszonych bokach i froncie, z falistym fartuszkiem, na niskich konsolowych nogach. Miały one cztery lub pięć szuflad w trzech rzędach, blat kamienny, okucia z brązu lub mosiądzu[9];
- demi-commode – nieduża komoda na wysokich nóżkach, ustawiana zwykle przy ścianie pod lustrem ściennym, popularna we Francji w pierwszej połowie XVIII wieku, w okresie panowania Ludwika XV[10];
- demi-lune-commode – na wysokich nóżkach, o półokrągłych ściankach przednich i bocznych, występowała we Francji w drugiej połowie XVIII wieku[10];
- commode à la Régence – ten typ komody zaprojektował Charles Cressent w okresie regencji we Francji ok. 1730 roku. Cechowała się wybrzuszonymi bokami i frontem, dwoma rzędami szuflad, wysokimi kabriolowymi nogami, które przechodziły półkoliście w falisty zarys dolnej części korpusu. Wariantem tej komody jest commode en arbalète, u której dolny zarys korpusu ma kształ kuszy[9];
- commode à encoignurés – komoda z półokrągłymi półkami po bokach, szufladami pośrodku; wytwarzane w drugiej połowie XVIII wieku we Francji[11];
- commode à vantaux lub commode à l’anglaise[11] – w tej odmianie szuflady były zasłonięte drzwiczkami. Pojawiła się we Francji w drugiej połowie XVIII wieku, znana też w Anglii i Niemczech[9];
- commode en console – komoda z jedną szufladą[11], lub z pojedynczym rzędem szuflad i kamiennym blatem[9], wsparta na dwóch przednich, wysokich nogach, była stawiana przed lustrem w połowie XVIII wieku, głównie we Francji[11];
- szyfoniera – wysoka komódka z dużą liczbą szufladek położonych jedna nad drugą, charakterystyczna dla Francji w połowie XVIII wieku, do przechowywania bielizny i drobiazgów stroju kobiecego[12];
- lowboy – niska komódka z dwoma rzędami szuflad na czterech wysokich, kabriolowych nogach, pełniła także rolę stolika pomocniczego np. do pisania, toalety. Popularny typ w początku XVIII wieku na Wyspach Brytyjskich, a w drugiej połowie XVIII wieku także w Stanach Zjednoczonych[13];
- tallboy – wysoka komoda składająca się z dwóch mniejszych ustawionych jedna nad drugą, z kilkoma szufladami. Odmiana wprowadzona już pod koniec XVII wieku, charakterystyczna dla mebli angielskich i amerykańskich (tzw. highboy) w XVIII i XIX wieku[14];
- praska – komoda popularna w Polsce w XVIII wieku, często bogato zdobiona intarsją. W drugiej połowie XVIII wieku łączono ją z odchylanem blatem (praska-biuro), z nadstawą w formie szafki[4]. Meble takie produkowano w Polsce m.in. w Kolbuszowej[15];
- komoda Wellingtona – wysoka, wąska, przeznaczona do przechowywania cennych przedmiotów jak medale, monety. Często pojawiała się w bibliotekach w Anglii od początku XIX wieku[3].

W drugiej połowie XX wieku komoda została prawie zupełnie wyparta przez wielofunkcyjne zabudowy ścian. W XXI wieku ponownie spotykamy je częściej w wielu wnętrzach. Służą do przechowywania odzieży, pościeli, dokumentów, zastawy stołowej czy gier towarzyskich. Wykonywane są przez różne firmy, w wielu stylach i rozmiarach.

## Galeria

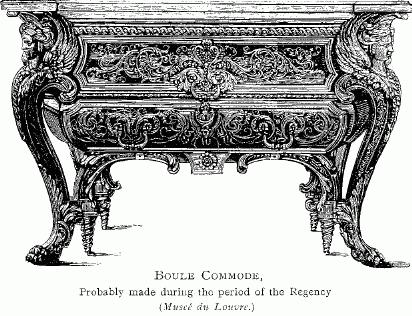
Komoda nazywana bulowską
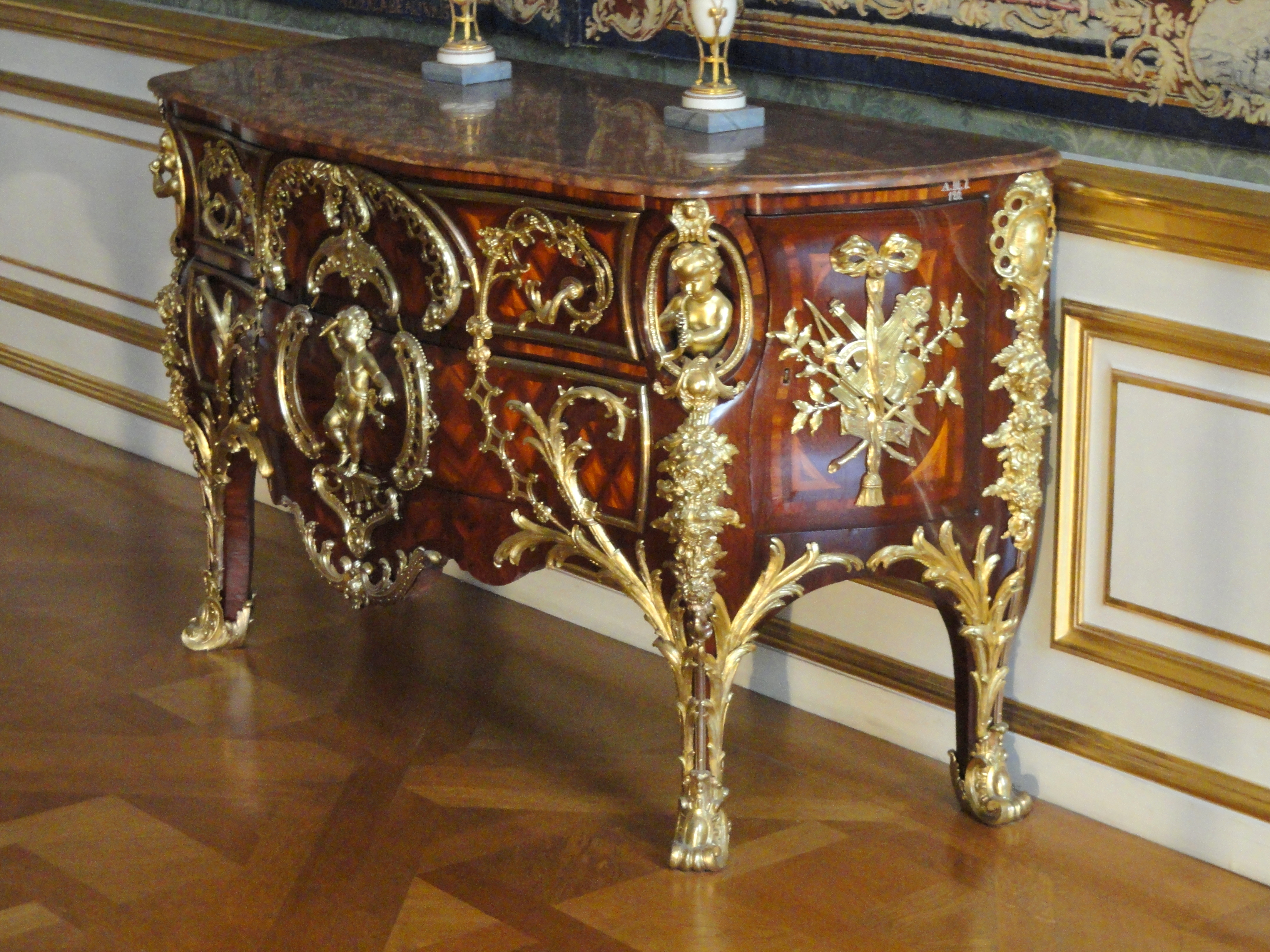
Komoda Charlesa Cressenta, 1730-1735.
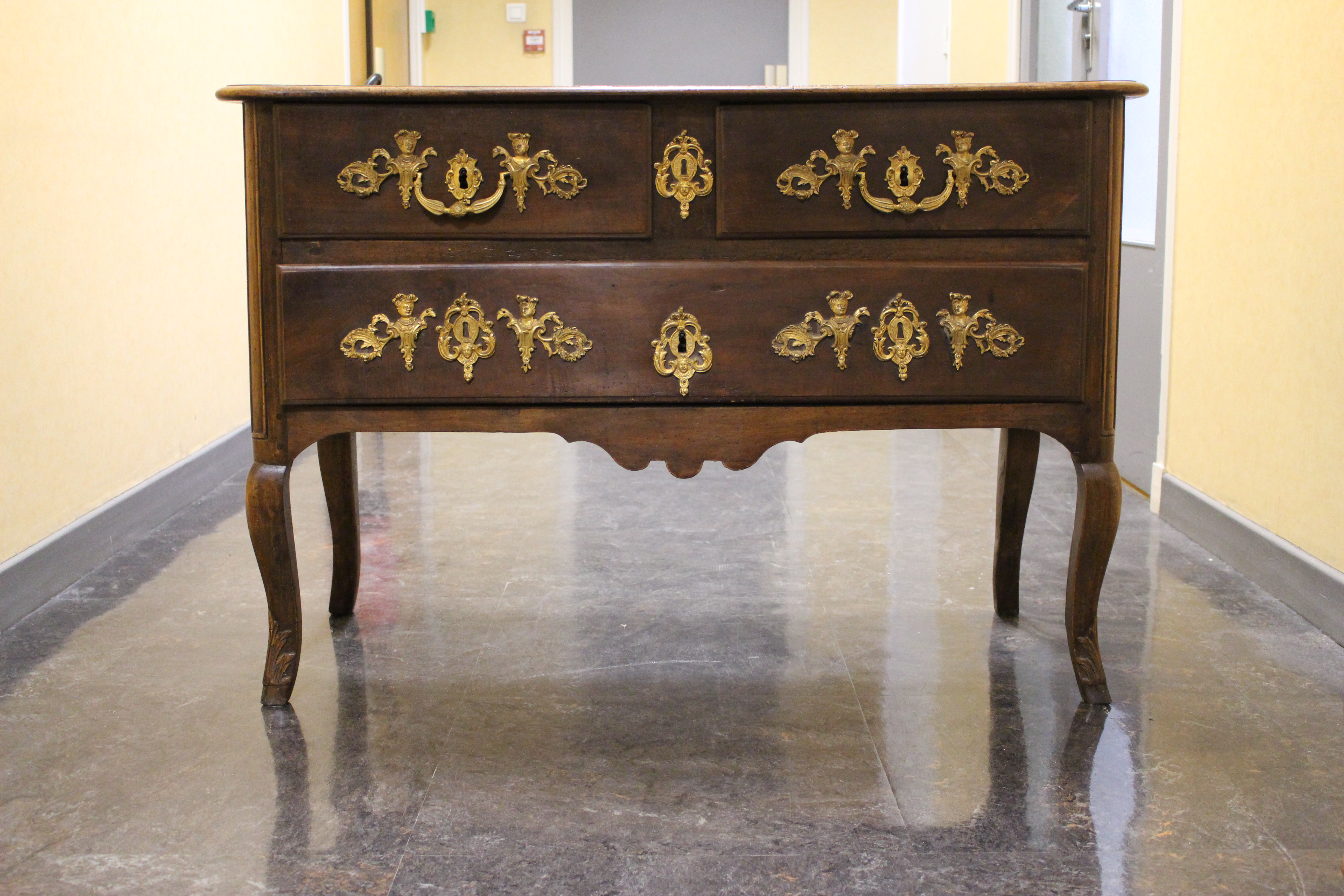
Komoda z kabriolowymi, wysokimi nogami w stylu Ludwika XV
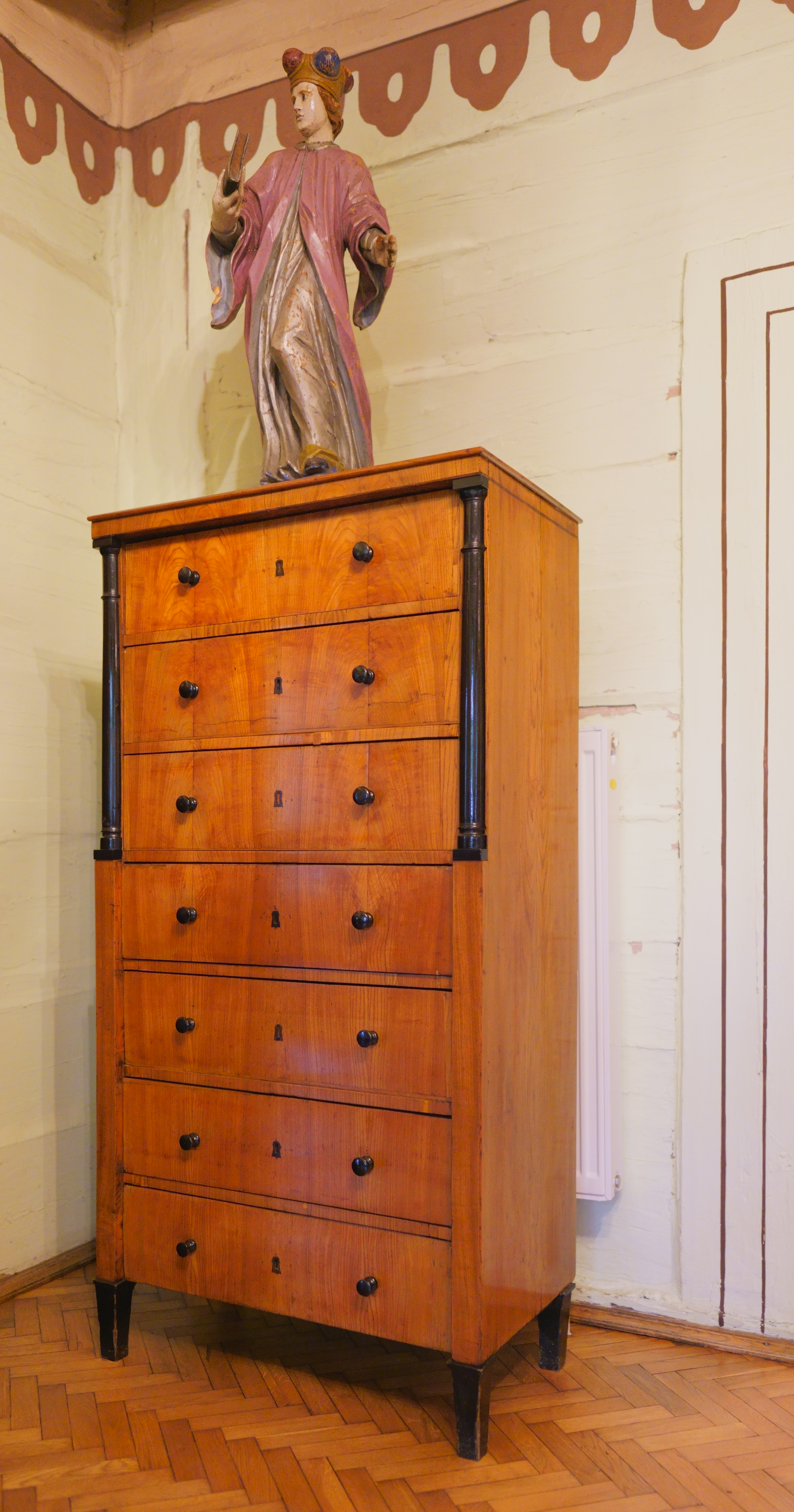
Komoda zwana tygodniówką